# Аквилейский обряд
Аквилейский обряд (лат. ritus Aquileiensis или лат. ritus patriarchinus, то есть обряд патриархата) — местный богослужебный обряд Аквилейской церкви. В период с XIII по XVI века был вытеснен римским обрядом.
О существовании древнего аквилейского обряда сохранились лишь отрывочные сведения. Наиболее полным источником является капитуляр VIII века, приписанный к Евангелию VI века (так называемому Codex Richdigeranus). Капитуляр содержит литургический календарь на период с начала Адвента (пятинедельного, в отличие от четырёхнедельного в римском обряде и шестинедельного в амвросианском) до июня. Судя по этому документу, аквилейский обряд был разновидностью галликанского, но с элементами восточных обрядов. Как в галликанском обряде, в Аквилее, например, обязательно совершались две различных литургии в Пальмовое воскресение и Великий четверг. В то же время, в аквилейском обряде существовал праздник Преполовения Пятидесятницы, известный всем восточным обрядам и сохранившийся в византийском, но совершенно неизвестный на Западе. Учитывая традиционные связи Аквилейской и Александрийской церквей, исследователи объясняют «восточные» особенности аквилейского обряда заимствованиями из александрийского богослужения. Есть основания предполагать, что Кирилл и Мефодий переводили на славянский и латинские тексты аквилейского обряда.
Об особенностях аквилейского богослужения имеются определённые сведения у Руфина и Валафрида Страбона. Цитируемые последним фрагменты анафоры и испытания оглашенных совпадают с аналогичными текстами из римского обряда. В связи с этим, предполагается, что процесс вытеснения аквилейского обряда римским начался уже в IX веке.
В течение XIII—XVI веков аквилейский обряд был вытеснен римским. Издававшиеся в это время богослужебные книги бревиарии, сакраментарии и миссалы, печатавшиеся для Венеции, Аквилеи и Комо и называвшиеся ritus patriarchinus, представляют собой местный вариант римского обряда. После Тридентского собора и издания нового Миссала Пия V тридентская месса была принята во всех епархиях, использовавших ранее аквилейский обряд. Некоторые местные особенности сохранялись до 1807 года в соборе Сан-Марко (Венеция).